# Achramorpha truncata
Achramorpha truncata är en svampdjursart som först beskrevs av Topsent 1908.  Achramorpha truncata ingår i släktet Achramorpha och familjen Achramorphidae. Inga underarter finns listade i Catalogue of Life.